# Lista laureaților Premiului Israel
Aceasta este o listă completă a laureaților Premiului Israel de la instituirea premiului în 1953 până în 2022.

## Listă
Pentru fiecare an, laureații sunt, în majoritatea cazurilor, enumerați în ordinea în care apar pe site-ul oficial al Premiului Israel.
Notă: Tabelul poate fi sortat cronologic (implicit), alfabetic sau după câmp utilizând pictograma .
| An   | Nume                                                                                       | Domeniu | Observații |
| ---- | ------------------------------------------------------------------------------------------ | --- | --- |
| 1953 | Gedaliah Alon⁠(d)                                                                           | Studii evreiești | Premiu acordat post-mortem, la trei ani după moartea persoanei laureate. Primul laureat al premiului pentru studii evreiești.                                                                                       |
| 1953 | Haim Hazaz                                                                                 | Literatură | Unul dintre primii doi laureați ai premiului pentru literatură. |
| 1953 | Yaakov Cahan                                                                               | Literatură | A mai fost distins cu Premiul Israel în 1958. Unul dintre primii doi laureați ai premiului pentru literatură. |
| 1953 | Dina Feitelson-Schur⁠(d)                                                                    | Educație | Prima femeie laureată a Premiului Israel. Primul laureat al premiului pentru educație. |
| 1953 | Mark Dvorzhetski⁠(d)                                                                        | Științe sociale | Primul laureat al premiului pentru științe sociale. |
| 1953 | Lipman Heilprin⁠(d)                                                                         | Științe medicale | Primul laureat al premiului pentru medicină sau științe medicale. |
| 1953 | Zeev Ben-Zvi⁠(d)                                                                            | Sculptură | Primul laureat al premiului pentru oricare dintre artele frumoase. |
| 1953 | Shimshon Amitsur⁠(d)                                                                        | Științe exacte | Unul dintre primii doi laureați ai premiului pentru științe exacte. |
| 1953 | Jacob Levitzki⁠(d)                                                                          | Științe exacte | Relație de familie: tatăl laureatului Alexander Levitzki⁠(d) (1990, Științele vieții). Unul dintre primii doi laureați ai premiului pentru științe exacte.                                                           |
| 1954 | Moshe Zvi Segal⁠(d)                                                                         | Studii evreiești | Primul rabin laureat al Premiului Israel. |
| 1954 | Schmuel Hugo Bergmann⁠(d)                                                                   | Științe umaniste | A mai fost distins cu Premiul Israel în 1974. Primul laureat al premiului pentru științe umaniste. |
| 1954 | David Shimoni⁠(d)                                                                           | Literatură | |
| 1954 | Shmuel Yosef Agnon                                                                         | Literatură | A mai fost distins cu Premiul Israel în 1958. |
| 1954 | Arthur Biram⁠(d)                                                                            | Educație | |
| 1954 | Gad Tedeschi⁠(d)                                                                            | Jurisprudență | Primul laureat al premiului pentru jurisprudență sau drept. |
| 1954 | Franz Ollendorff⁠(d)                                                                        | Științe exacte | |
| 1954 | Michael Zohary⁠(d)                                                                          | Științele vieții | Primul laureat al premiului pentru științele vieții. |
| 1954 | Shimon Fritz Bodenheimer⁠(d)                                                                | Agricultură | Primul laureat al premiului pentru agricultură. |
| 1954 | Ödön Pártos⁠(d)                                                                             | Muzică | Primul laureat al premiului pentru muzică. |
| 1955 | Ephraim Urbach⁠(d)                                                                          | Studii evreiești | |
| 1955 | Isaac Heinemann⁠(d)                                                                         | Studii evreiești | |
| 1955 | Zalman Shneur                                                                              | Literatură | |
| 1955 | Yitzhak Lamdan⁠(d)                                                                          | Literatură | |
| 1955 | Michael Fekete⁠(d)                                                                          | Științe exacte | |
| 1955 | Israel Reichert⁠(d)                                                                         | Științele vieții | |
| 1955 | Yaakov Ben-Tor⁠(d)                                                                          | Științele vieții | |
| 1955 | Akiva Vroman⁠(d)                                                                            | Științele vieții | |
| 1955 | Benjamin Shapira⁠(d)                                                                        | Științe medicale | |
| 1955 | Sara Hestrin-Lerner⁠(d)                                                                     | Științe medicale | Relație de familie: sora laureatului Shlomo Hestrin⁠(d) (1957, Științe exacte). |
| 1955 | Netanel Hochberg⁠(d)                                                                        | Agricultură | |
| 1955 | Zahara Schatz⁠(d)                                                                           | Pictură și sculptură | |
| 1956 | Naftali Herz Tur-Sinai⁠(d)                                                                  | Studii evreiești | |
| 1956 | Yigael Yadin                                                                               | Studii evreiești | |
| 1956 | Yehezkel Abramsky⁠(d)                                                                       | Literatură rabinică | Primul laureat al premiului pentru literatură rabinică. |
| 1956 | Gershon Shufman⁠(d)                                                                         | Literatură | |
| 1956 | Miriam Yalan-Shteklis⁠(d)                                                                   | Literatură pentru copii | Primul laureat al premiului pentru literatură pentru copii. |
| 1956 | Nechama Leibowitz⁠(d)                                                                       | Educație | |
| 1956 | Yaakov Talmon                                                                              | Științe sociale | |
| 1956 | Avraham HaLevi Frankel                                                                     | Științe exacte | |
| 1956 | Manfred Aschner⁠(d)                                                                         | Științele vieții | |
| 1956 | Haim Ernst Wertheimer⁠(d)                                                                   | Medicină | |
| 1956 | Hanna Rovina⁠(d)                                                                            | Teatru | Primul laureat al premiului pentru teatru, actorie sau artele spectacolului. |
| 1957 | Haim Shirman⁠(d)                                                                            | Studii evreiești | |
| 1957 | Yohanan Levi⁠(d)                                                                            | Științe umaniste | Premiu acordat post-mortem. |
| 1957 | Yaakov Fichman⁠(d)                                                                          | Literatură | |
| 1957 | Uri Zvi Grinberg⁠(d)                                                                        | Literatură | |
| 1957 | Paltiel Daykan⁠(d)                                                                          | Jurisprudență | |
| 1957 | Siegfried Lehman⁠(d)                                                                        | Educație | |
| 1957 | Shlomo Hestrin⁠(d)                                                                          | Științe exacte | Relație de familie: fratele laureatei Sara Hestrin-Lerner⁠(d) (1955, Științe medicale). |
| 1957 | David Feingold⁠(d)                                                                          | Științe exacte | |
| 1957 | Gad Avigad⁠(d)                                                                              | Științe exacte | |
| 1957 | Saul Adler⁠(d)                                                                              | Medicină | |
| 1957 | Shmuel Horowitz⁠(d)                                                                         | Agricultură | |
| 1957 | Paul Ben-Haim⁠(d)                                                                           | Muzică | |
| 1957 | Reuvein Margolies⁠(d)                                                                       | Literatură rabinică | |
| 1957 | Eliezer Smoli⁠(d)                                                                           | Literatură pentru copii | |
| 1957 | Dov Karmi⁠(d)                                                                               | Arhitectură | Relații de familie: tatăl laureaților Ram Karmi⁠(d) (2002, Arhitectură) și Ada Karmi-Melamede⁠(d) (2007, Arhitectură). Primul laureat al premiului pentru arhitectură.                                                |
| 1958 | Yosef Klausner                                                                             | Studii evreiești | |
| 1958 | Ben-Zion Dinur⁠(d)                                                                          | Studii evreiești | A mai fost distins cu Premiul Israel în 1973. |
| 1958 | Gershom Scholem                                                                            | Studii evreiești | |
| 1958 | Yehezkel Kaufmann⁠(d)                                                                       | Studii evreiești | |
| 1958 | Yitzhak Baer⁠(d)                                                                            | Studii evreiești | |
| 1958 | Isaac HaLevi Herzog⁠(d)                                                                     | Literatură rabinică | |
| 1958 | Yehuda Leib Maimon                                                                         | Literatură rabinică | |
| 1958 | Yosef Zvi HaLevy⁠(d)                                                                        | Literatură rabinică | Relație de familie: nepotul laureatului Abraham Haim Halevy (2002, Agricultură). |
| 1958 | Martin Buber                                                                               | Științe umaniste | |
| 1958 | Shmuel Yosef Agnon                                                                         | Literatură | A mai fost distins cu Premiul Israel în 1954. |
| 1958 | Isaac Dov Berkowitz⁠(d)                                                                     | Literatură | |
| 1958 | Yaakov Cahan                                                                               | Literatură | A mai fost distins cu Premiul Israel în 1953. |
| 1958 | Youth Aliyah⁠(d)                                                                            | Educație | Organizație – una dintre primele patru organizații care au primit acest premiu. |
| 1958 | Rachel Katznelson-Shazar⁠(d)                                                                | Științe sociale | |
| 1958 | Yoel (Giulio) Racah⁠(d)                                                                     | Științe exacte | |
| 1958 | Marcus Reiner⁠(d)                                                                           | Științe exacte | |
| 1958 | Leo Picard⁠(d)                                                                              | Științele vieții | |
| 1958 | Bernhard Zondek⁠(d)                                                                         | Medicină | |
| 1958 | Selig Suskin⁠(d)                                                                            | Agricultură | |
| 1958 | Academia de Arte și Design „Bezalel”                                                       | Pictură și sculptură | Organizație – una dintre primele patru organizații care au primit acest premiu. |
| 1958 | Teatrul Habima                                                                             | Teatru | Organizație – una dintre primele patru organizații care au primit acest premiu. |
| 1958 | Orchestra Filarmonică a Israelului⁠(d)                                                      | Muzică | Organizație – una dintre primele patru organizații care au primit acest premiu. |
| 1959 | Shlomo Yosef Zevin⁠(d)                                                                      | Literatură rabinică | |
| 1959 | Leo Aryeh Mayer⁠(d)                                                                         | Științe umaniste | |
| 1959 | S. Yizhar (Yizhar Smilansky)                                                               | Literatură | |
| 1959 | Ezra Fleischer⁠(d)                                                                          | Literatură | |
| 1959 | Ephraim Katchalski (Ephraim Katzir)                                                        | Științele vieții | Relație de familie: fratele laureatului Aharon Katzir⁠(d) (1961, Științele vieții). |
| 1959 | Michael Sela                                                                               | Științele vieții | |
| 1959 | Hillel (Heinz) Oppenheimer⁠(d)                                                              | Agricultură | |
| 1959 | Joseph Zaritsky⁠(d)                                                                         | Pictură | |
| 1959 | Yehoshua Bertonov⁠(d)                                                                       | Teatru | Relație de familie: tatăl laureatei Devorah Bertonov⁠(d) (1991, Artele spectacolului). |
| 1960 | Abraham Haim Shalit⁠(d)                                                                     | Studii evreiești | |
| 1960 | Avraham Arnon⁠(d)                                                                           | Educație | |
| 1960 | Shabtai Rosenne⁠(d)                                                                         | Jurisprudență | |
| 1960 | Aharon Meskin⁠(d)                                                                           | Teatru | |
| 1960 | Isaac Michaelson⁠(d)                                                                        | Medicină | |
| 1960 | Franz Sondheimer⁠(d)                                                                        | Științe exacte | |
| 1961 | Shlomo Goren⁠(d)                                                                            | Literatură rabinică | |
| 1961 | Yechezkel Kutscher⁠(d)                                                                      | Științe umaniste | |
| 1961 | Yehuda Burla⁠(d)                                                                            | Literatură | |
| 1961 | Aharon Katzir⁠(d)                                                                           | Științele vieții | Relație de familie: fratele laureatului Ephraim Katzir (1959, Științele vieții). |
| 1961 | Ora Kedem⁠(d)                                                                               | Științele vieții | |
| 1961 | Jacob van der Hoeden⁠(d)                                                                    | Agricultură | |
| 1961 | Menachem Avidom⁠(d)                                                                         | Muzică | |
| 1962 | Hanoch Yelon⁠(d)                                                                            | Studii evreiești | |
| 1962 | Joseph Bentwich⁠(d)                                                                         | Educație | |
| 1962 | Yitzhak Kanav⁠(d)                                                                           | Științe sociale | |
| 1962 | Ze'ev Lev⁠(d)                                                                               | Științe exacte | |
| 1962 | Zvi Sliternik⁠(d)                                                                           | Medicină | |
| 1962 | Arieh Sharon⁠(d)                                                                            | Arhitectură | |
| 1963 | Menachem Mendel Kasher⁠(d)                                                                  | Literatură rabinică | |
| 1963 | Nathan Rotenstreich⁠(d)                                                                     | Științe umaniste | |
| 1963 | Eliezer Steinman⁠(d)                                                                        | Literatură | |
| 1963 | Avraham Fahn⁠(d)                                                                            | Științele vieții | |
| 1963 | Mordechai Ardon⁠(d)                                                                         | Pictură | |
| 1964 | Ze'ev Ben-Haim⁠(d)                                                                          | Studii evreiești | |
| 1964 | Moshe Zilberg⁠(d)                                                                           | Jurisprudență | |
| 1964 | Moshe Rachmilewitz⁠(d)                                                                      | Medicină | |
| 1964 | Meir Margalit⁠(d)                                                                           | Teatru | |
| 1965 | Shlomo Zemach⁠(d)                                                                           | Literatură | |
| 1965 | Shlomo Dykman⁠(d)                                                                           | Literatură | |
| 1965 | Karl Frankenstein⁠(d)                                                                       | Educație | |
| 1965 | Armata Israeliană                                                                          | Educație | Organizație – prima organizație care a primit acest premiu în anii 1960. |
| 1965 | Judith Shuval⁠(d)                                                                           | Științe sociale | |
| 1965 | Amos de-Shalit⁠(d)                                                                          | Științe exacte | |
| 1965 | Igal Talmi⁠(d)                                                                              | Științe exacte | |
| 1965 | Shmuel Stoller⁠(d)                                                                          | Agricultură | |
| 1965 | Mordechai Seter⁠(d)                                                                         | Muzică | |
| 1966 | Shlomo Morag⁠(d)                                                                            | Studii evreiești | |
| 1966 | Yitzhak Arieli⁠(d)                                                                          | Literatură rabinică | |
| 1966 | Hans Jakob Polotsky⁠(d)                                                                     | Științe umaniste | |
| 1966 | Moshe Rudolf Bloch⁠(d)                                                                      | Științele vieții | |
| 1966 | Alfred Mansfeld⁠(d)                                                                         | Arhitectură | |
| 1966 | Dora Gad⁠(d)                                                                                | Arhitectură | |
| 1967 | Avraham Shlonsky                                                                           | Literatură | |
| 1967 | Ernst Simon⁠(d)                                                                             | Educație | |
| 1967 | Benjamin Akzin⁠(d)                                                                          | Jurisprudență | |
| 1967 | Aryeh Leo Olitzki⁠(d)                                                                       | Medicină | |
| 1967 | Marcel Iancu                                                                               | Pictură | |
| 1968 | Ovadia Hedaya⁠(d)                                                                           | Literatură rabinică | |
| 1968 | Moshe Yechiel Epstein⁠(d)                                                                   | Literatură rabinică | [ 2 ] |
| 1968 | Shmuel Yeivin⁠(d)                                                                           | Studii evreiești | |
| 1968 | Benjamin Mazar⁠(d)                                                                          | Studii evreiești | |
| 1968 | Dov Sadan⁠(d)                                                                               | Studii evreiești | |
| 1968 | Shmuel Samborsky                                                                           | Științe umaniste | |
| 1968 | Shlomo Pines⁠(d)                                                                            | Științe umaniste | |
| 1968 | Avigdor Hameiri                                                                            | Literatură | |
| 1968 | Natan Alterman                                                                             | Literatură | |
| 1968 | Yaakov Berman                                                                              | Educație | |
| 1968 | Alexander Dushkin                                                                          | Educație | |
| 1968 | Shoshana Persitz⁠(d)                                                                        | Educație | |
| 1968 | David Horowitz⁠(d)                                                                          | Științe sociale | |
| 1968 | Shimon Agranat⁠(d)                                                                          | Jurisprudență | |
| 1968 | Emanuel Goldberg⁠(d)                                                                        | Științe exacte | |
| 1968 | Ernst David Bergmann⁠(d)                                                                    | Științele vieții | |
| 1968 | Chaim Sheba⁠(d)                                                                             | Medicină | |
| 1968 | Hanan Openheimer                                                                           | Agricultură | |
| 1968 | Yitzhak Danziger⁠(d)                                                                        | Sculptură | |
| 1968 | Yosef Milo                                                                                 | Teatru | |
| 1968 | Gertrud Kraus⁠(d)                                                                           | Dans | Primul laureat al premiului pentru dans. |
| 1968 | Benjamin Idelson                                                                           | Arhitectură | |
| 1969 | Yosef Qafih (Kapach)⁠(d)                                                                    | Studii evreiești | Relație de familie: soțul laureatei Bracha Qafih⁠(d) (1999, Contribuție specială adusă societății și statului). Primii soți care au primit amândoi Premiul Israel (urmați de Elihu Katz [1989] și Ruth Katz [2012]). |
| 1969 | Joshua Prawer⁠(d)                                                                           | Științe umaniste | |
| 1969 | Schneor Lipson⁠(d)                                                                          | Științele vieții | |
| 1969 | Shimon Finkel                                                                              | Teatru | |
| 1969 | Yuval Ne'eman                                                                              | Științe exacte | A restituit premiul în 1992. |
| 1970 | Ovadia Yosef                                                                               | Literatură rabinică | |
| 1970 | Abba Kovner⁠(d)                                                                             | Literatură | |
| 1970 | Leah Goldberg                                                                              | Literatură | Post-mortem |
| 1970 | Don Patinkin⁠(d)                                                                            | Științe sociale | |
| 1970 | Josef Tal⁠(d)                                                                               | Muzică | |
| 1970 | Andre De Vries                                                                             | Medicină | |
| 1971 | Saul Lieberman⁠(d)                                                                          | Studii evreiești | |
| 1971 | Haim Ormian                                                                                | Educație | |
| 1971 | Zeev Tseltner                                                                              | Jurisprudență | |
| 1971 | Itzhak Arnon⁠(d)                                                                            | Agricultură | |
| 1971 | Arie Aroch⁠(d)                                                                              | Pictură | |
| 1972 | David Ayalon⁠(d)                                                                            | Științe umaniste | |
| 1972 | Yocheved Bat-Miriam⁠(d)                                                                     | Literatură | |
| 1972 | David Ginsburg⁠(d)                                                                          | Științe exacte | |
| 1972 | Leo Sachs⁠(d)                                                                               | Științele vieții | |
| 1972 | Ya'acov Rechter⁠(d)                                                                         | Arhitectură | |
| 1972 | Avraham Harzfeld⁠(d)                                                                        | Contribuție specială adusă societății și statului                                                                                     | Primul laureat al premiului pentru „Contribuție specială adusă societății”. |
| 1973 | Yehuda Even-Shmuel                                                                         | Studii evreiești | |
| 1973 | Yad Harav Herzog                                                                           | Literatură rabinică | Organizație. Premiu acordat pentru proiectul Institutul Talmudic Israelian. |
| 1973 | Dorothea Krook-Gilead⁠(d)                                                                   | Științe umaniste | |
| 1973 | Shalom Yosef Shapira⁠(d) ("Shin Shalom⁠(d)")                                                 | Literatură | |
| 1973 | Ben-Zion Dinur⁠(d)                                                                          | Educație | A mai fost distins cu Premiul Israel în 1958. |
| 1973 | Shmuel Noah Eisenstadt                                                                     | Științe sociale | |
| 1973 | Aryeh Dvoretzky⁠(d)                                                                         | Științe exacte | |
| 1973 | Heinrich Mendelssohn                                                                       | Științele vieții | |
| 1973 | Richard Stein                                                                              | Medicină | |
| 1973 | Haim Halperin                                                                              | Agricultură | |
| 1973 | Reuven Rubin                                                                               | Pictură | |
| 1973 | Hanna Maron⁠(d)                                                                             | Teatru | |
| 1973 | Sara Levi-Tanai⁠(d)                                                                         | Dans | |
| 1973 | Aryeh Elhanani⁠(d)                                                                          | Arhitectură | |
| 1973 | Pinchas Rosen⁠(d)                                                                           | Jurisprudență | |
| 1973 | Shaul Avigur⁠(d)                                                                            | Contribuție specială adusă societății și statului                                                                                     | |
| 1973 | Yad Vashem, Autoritatea Statului Israel pentru Memoria Martirilor Holocaustului            | Contribuție specială adusă societății și statului                                                                                     | Organizație. Premiul a fost acordat pentru proiectul Enciclopedia Comunităților Evreiești (Pinkas HaKehillot). Yad Vashem a mai fost distins cu Premiul Israel în 2003.                                             |
| 1974 | Shraga Abramson                                                                            | Studii evreiești | |
| 1974 | Raphael David Levine⁠(d)                                                                    | Științe exacte | |
| 1974 | Isaac Berenblum⁠(d)                                                                         | Științele vieții | |
| 1974 | Yedidia Admon                                                                              | Muzică | |
| 1974 | Schmuel Hugo Bergmann⁠(d)                                                                   | Contribuție specială adusă societății și statului                                                                                     | A mai fost distins cu Premiul Israel în 1954. |
| 1974 | Yehoshua Aluf                                                                              | Contribuție specială adusă societății și statului în domeniul sportului                                                               | Primul laureat al premiului care a fost sportiv. |
| 1975 | Shimon Halkin⁠(d)                                                                           | Literatură | |
| 1975 | Arieh Simon                                                                                | Educație | |
| 1975 | Yoel Zussman⁠(d)                                                                            | Jurisprudență | |
| 1975 | Aharon Barak⁠(d)                                                                            | Jurisprudență | |
| 1975 | Miriam Bernstein-Cohen                                                                     | Teatru | |
| 1975 | Golda Meir                                                                                 | Contribuție specială adusă societății și statului                                                                                     | |
| 1975 | Helena Kagan⁠(d)                                                                            | Contribuție specială adusă societății și statului în domeniul serviciului comunitar⁠(d)                                                | |
| 1976 | Eliezer Waldenberg⁠(d)                                                                      | Literatură rabinică | |
| 1976 | Josef Rom⁠(d)                                                                               | Tehnologie și inginerie | Primul laureat al premiului pentru inginerie sau tehnologie. |
| 1976 | Gabriel Baer⁠(d)                                                                            | Lingvistică arabă | Unul dintre primii doi laureați ai premiului pentru lingvistică arabă. |
| 1976 | Ezra Mani                                                                                  | Lingvistică arabă | Unul dintre primii doi laureați ai premiului pentru lingvistică arabă. |
| 1976 | Mordechai (Moti) Kirschenbaum⁠(d)                                                           | Radio, televiziune și cinema | |
| 1976 | Simcha Holzberg⁠(d)                                                                         | Contribuție specială adusă societății și statului                                                                                     | |
| 1976 | Ezra Korine                                                                                | Contribuție specială adusă societății și statului                                                                                     | |
| 1976 | Rivka Guber⁠(d)                                                                             | Contribuție specială adusă societății și statului                                                                                     | |
| 1976 | Yakov Maimon                                                                               | Contribuție specială adusă societății și statului                                                                                     | |
| 1977 | Raphael Mahler⁠(d)                                                                          | Istoria poporului evreu | |
| 1977 | Menahem Stern⁠(d)                                                                           | Istoria poporului evreu | |
| 1977 | Nahman Avigad⁠(d)                                                                           | Studierea Țării Israel | Primul laureat al premiului pentru studierea sau cunoașterea „Țării Israel”. |
| 1977 | David Amiran                                                                               | Geografie | Primul laureat al premiului pentru geografie. |
| 1977 | Shmuel Avitzur                                                                             | Cercetare culturală | |
| 1977 | Zvi Avidov                                                                                 | Agricultură | |
| 1977 | Jacob Ephrat                                                                               | Agricultură | |
| 1977 | Elisheva Cohen⁠(d)                                                                          | Design | Unul dintre primii doi laureați ai premiului pentru design. |
| 1977 | Yona Fischer⁠(d)                                                                            | Design | Unul dintre primii doi laureați ai premiului pentru design. |
| 1977 | Dani Karavan⁠(d)                                                                            | Sculptură | |
| 1977 | Esther Levit⁠(d)                                                                            | Contribuție specială adusă în domeniul muncii.                                                                                        | |
| 1977 | Avraham Yaakov                                                                             | Contribuție specială adusă în domeniul muncii.                                                                                        | |
| 1977 | Avraham Klier                                                                              | Contribuție specială adusă în domeniul industriei                                                                                     | |
| 1978 | Nachum Guttman                                                                             | Literatură pentru copii | |
| 1978 | Anda Pinkerfeld Amir⁠(d)                                                                    | Literatură pentru copii | |
| 1978 | Levin Kipnis⁠(d)                                                                            | Literatură pentru copii | |
| 1978 | Avraham Even-Shoshan                                                                       | Limba ebraică | |
| 1978 | Haim Baruch Rosen                                                                          | Lingvistică | Primul laureat al premiului pentru lingvistică. |
| 1978 | Louis (Eliyahu) Guttman⁠(d)                                                                 | Științe sociale | |
| 1978 | Nathan J. Saltz⁠(d)                                                                         | Medicină | |
| 1978 | Gary Bertini                                                                               | Muzică | |
| 1978 | Rachel Yanait Ben-Zvi⁠(d)                                                                   | Contribuție specială adusă societății și statului                                                                                     | |
| 1978 | Moshe Zvi Neria⁠(d)                                                                         | Contribuție specială adusă societății și statului                                                                                     | |
| 1979 | Isaiah Tishbi                                                                              | Studii evreiești | |
| 1979 | Menachem Elon⁠(d)                                                                           | Drept iudaic⁠(d) | |
| 1979 | Baruch Ben-Yehuda                                                                          | Educație | |
| 1979 | Yitzchak Raphael Halevi Etzion                                                             | Educație | |
| 1979 | Yokhanan (Hans) Lindner                                                                    | Științele naturii | |
| 1979 | Orna Porat⁠(d)                                                                              | Teatru | |
| 1979 | Raphael Klatchkin                                                                          | Teatru | |
| 1979 | Tal Brody⁠(d)                                                                               | Contribuție specială adusă societății și statului în domeniul sportului                                                               | |
| 1979 | Yosef Yekutieli⁠(d)                                                                         | Contribuție specială adusă societății și statului în domeniul sportului                                                               | |
| 1980 | David Flusser⁠(d)                                                                           | Istoria poporului evreu | |
| 1980 | Jacob Katz⁠(d)                                                                              | Istoria poporului evreu | |
| 1980 | Haim Cohn                                                                                  | Jurisprudență | |
| 1980 | Chaim Leib Pekeris⁠(d)                                                                      | Fizică | Primul laureat al premiului pentru fizică. |
| 1980 | Pinchas Litbinovsky                                                                        | Pictură | |
| 1980 | Anna Ticho⁠(d)                                                                              | Pictură | |
| 1980 | Yosl Bergner⁠(d)                                                                            | Pictură | |
| 1980 | Yad LaBanim (din Petah Tikva)                                                              | Contribuție specială adusă societății și statului în activitatea de conservare a memoriei fiilor (și fiicelor) (căzuți) ai Israelului | Organizație. Premiul îl menționa, de asemenea, pe fondatorul organizației, Baruch Oren. |
| 1980 | Baruch Oren                                                                                | Contribuție specială adusă societății și statului în activitatea de conservare a memoriei fiilor (și fiicelor) (căzuți) ai Israelului | Menționat în premiul acordat organizației Yad LaBanim (din Petah Tikva). |
| 1980 | Societatea pentru Protecția Naturii din Israel⁠(d)                                          | Contribuție specială adusă societății și statului în domeniul mediului                                                                | Organizație. Premiul îi menționa, de asemenea, pe Amotz Zahavi⁠(d), Azaria Alon⁠(d) și Yoav Sagi. |
| 1980 | Amotz Zahavi⁠(d)                                                                            | Contribuție specială adusă societății și statului în domeniul mediului                                                                | Menționați în premiul acordat organizației Societatea pentru Protecția Naturii din Israel⁠(d). |
| 1980 | Azaria Alon⁠(d)                                                                             | Contribuție specială adusă societății și statului în domeniul mediului                                                                | Menționați în premiul acordat organizației Societatea pentru Protecția Naturii din Israel⁠(d). |
| 1980 | Yoav Sagi                                                                                  | Contribuție specială adusă societății și statului în domeniul mediului                                                                | Menționați în premiul acordat organizației Societatea pentru Protecția Naturii din Israel⁠(d). |
| 1981 | Abraham Sofer (Shrieber)⁠(d)                                                                | Literatură rabinică | |
| 1981 | Joram Lindenstrauss⁠(d)                                                                     | Matematică | Unul dintre primii doi laureați ai premiului pentru matematică. |
| 1981 | Ilya Piatetski-Shapiro⁠(d)                                                                  | Matematică | Unul dintre primii doi laureați ai premiului pentru matematică. |
| 1981 | Meir Jacob Kister⁠(d)                                                                       | Lingvistică arabă și studii asupra Orientului Mijlociu⁠(d)                                                                             | |
| 1981 | Gurit Kadman⁠(d)                                                                            | Cultura dansului | |
| 1981 | Kvutza Degania Alef⁠(d)                                                                     | Contribuție specială adusă societății și statului in social                                                                           | Organizație |
| 1981 | Recha Freier⁠(d)                                                                            | Contribuție specială adusă societății și statului în serviciul bunăstării, comunității și tineretului                                 | |
| 1982 | Joshua Jortner                                                                             | Chimie | Primul laureat al premiului pentru chimie. |
| 1982 | David Benvenisti⁠(d)                                                                        | Dobândirea de cunoștințe și iubire pentru Țara Israel                                                                                 | |
| 1982 | Zev Vilnay⁠(d)                                                                              | Dobândirea de cunoștințe și iubire pentru Țara Israel                                                                                 | |
| 1982 | Amir Gilboa                                                                                | Poezie ebraică⁠(d) | |
| 1982 | Yehuda Amichai                                                                             | Poezie ebraică⁠(d) | |
| 1982 | Roberto Bachi⁠(d)                                                                           | Demografie | Singurul laureat al premiului pentru demografie. |
| 1982 | Avraham Yaski                                                                              | Arhitectură | |
| 1982 | Ruth Amiran⁠(d)                                                                             | Studierea Țării Israel | |
| 1982 | Haim Gvati⁠(d)                                                                              | Contribuție specială adusă societății și statului în domeniul muncii și industriei                                                    | |
| 1983 | Saul Friedlander                                                                           | Istorie | Unul dintre primii doi laureați ai premiului pentru istorie. |
| 1983 | Aron Saltman                                                                               | Istorie | Unul dintre primii doi laureați ai premiului pentru istorie. |
| 1983 | Aharon Appelfeld                                                                           | Literatură | |
| 1983 | Naomi Shemer                                                                               | Cântec ebraic (Versuri⁠(d) și melodie)                                                                                                 | |
| 1983 | Moshe Wilensky⁠(d)                                                                          | Cântec ebraic (Melodie) | |
| 1983 | Haim Hefer⁠(d)                                                                              | Cântec ebraic (Versuri⁠(d) | |
| 1983 | Zerach Warhaftig⁠(d)                                                                        | Contribuție specială adusă societății și statului pentru progresul dreptului iudaic⁠(d)                                                | |
| 1983 | Shmuel Rodensky⁠(d)                                                                         | Realizări în întreaga carieră | |
| 1984 | Yemima Avidar-Tchernovitz⁠(d)                                                               | Literatură pentru copii | |
| 1984 | Moshe (Max) Jammer⁠(d)                                                                      | Istoria științei | |
| 1984 | Aron (Alfred) Bondi                                                                        | Agricultură | |
| 1984 | Shlomo Ravikovitch                                                                         | Agricultură | |
| 1984 | Shmuel Rodansky                                                                            | Teatru | |
| 1984 | Nahal - Noar Halutzi Lohem (Fighting Pioneer Youth)⁠(d)                                     | Contribuție specială adusă societății și statului                                                                                     | Organizație |
| 1984 | Development Towns in Israel project⁠(d)                                                     | Contribuție specială adusă societății și statului                                                                                     | Organizație |
| 1985 | Abraham Sutzkever⁠(d)                                                                       | Literatura idiș | Singurul laureat al premiului pentru literatura idiș. |
| 1985 | Joshua Blau                                                                                | Lingvistică și limba ebraică | |
| 1985 | Henry E. Neufeld⁠(d)                                                                        | Medicină | |
| 1985 | Baruch Padeh                                                                               | Medicină | |
| 1985 | Yad Ben Zvi⁠(d)                                                                             | Literatura evreiască din Orientul Mijlociu                                                                                            | Organizație |
| 1985 | Televiziunea Israeliană în limba arabă                                                     | Contribuție specială adusă societății și statului                                                                                     | Organizație |
| 1986 | Yeshayahu Avrech                                                                           | Jurnalism de opinie⁠(d) | |
| 1986 | Shalom Rosenfeld                                                                           | Jurnalism de opinie⁠(d) | |
| 1986 | Michael Evenari⁠(d)                                                                         | Întreaga activitate în domeniul studierii deșertului                                                                                  | |
| 1986 | Yoel De Malach                                                                             | Întreaga activitate în domeniul studierii deșertului                                                                                  | |
| 1986 | Ulpan Akiva                                                                                | Întreaga activitate în domeniul educației                                                                                             | Organizație. Premiu împărțit cu Shulamith Katznelson⁠(d). |
| 1986 | Shulamith Katznelson⁠(d)                                                                    | Întreaga activitate în domeniul educației                                                                                             | Premiu împărțit cu Ulpan Akiva. |
| 1986 | HaKfar HaYarok⁠(d)                                                                          | Întreaga activitate în domeniul educației                                                                                             | Organizație. Premiu împărțit cu Gershon Zak⁠(d) |
| 1986 | Gershon Zak⁠(d)                                                                             | Întreaga activitate în domeniul educației                                                                                             | Premiu împărțit cu HaKfar HaYarok⁠(d) |
| 1986 | Batya Lichansky⁠(d)                                                                         | Întreaga activitate în domeniul sculpturii (Țara Israel)                                                                              | |
| 1986 | Yechiel Shemi⁠(d)                                                                           | Întreaga activitate în domeniul sculpturii (Țara Israel)                                                                              | |
| 1986 | Yona Sayid                                                                                 | Realizări în întreaga carieră | |
| 1986 | Eldin Khatukai                                                                             | Realizări în întreaga carieră | |
| 1987 | Alex Bein⁠(d)                                                                               | Istoriografie sionistă | Singurul laureat al premiului pentru istoriografie sionistă. |
| 1987 | Ezra Zion Melamed⁠(d)                                                                       | Interpretare biblică⁠(d) și literatură rabinică                                                                                        | |
| 1987 | Menahem Yaari⁠(d)                                                                           | Științe economice | Primul laureat al premiului pentru științe economice. |
| 1987 | Ovadia Harari⁠(d)                                                                           | Inginerie și tehnologie | |
| 1987 | Miriam Zohar                                                                               | Actorie | |
| 1987 | Lea Koenig                                                                                 | Actorie | |
| 1987 | Makram Khoury⁠(d)                                                                           | Actorie | Primul arab israelian laureat al acestui premiu |
| 1988 | Moshe Goshen-Gottstein⁠(d)                                                                  | Studii evreiești | |
| 1988 | Adin Steinsaltz                                                                            | Studii evreiești | |
| 1988 | Natan Goldblum                                                                             | Științele vieții | |
| 1988 | Haim Gouri⁠(d)                                                                              | Poezie ebraică⁠(d) | |
| 1988 | Moshe Shamir⁠(d)                                                                            | Literatura ebraică | |
| 1988 | Sacha (Alexander) Argov                                                                    | Cântec ebraic | |
| 1988 | Shoshana Damari                                                                            | Cântec ebraic | |
| 1988 | Arie "Lova" Eliav⁠(d)                                                                       | Contribuție specială adusă societății și statului                                                                                     | |
| 1988 | Reuben Hecht⁠(d)                                                                            | Contribuție specială adusă societății și statului                                                                                     | |
| 1988 | Teddy Kollek                                                                               | Contribuție specială adusă societății și statului                                                                                     | |
| 1989 | Shmuel Werses                                                                              | Literatura ebraică | |
| 1989 | Israel Yeivin⁠(d)                                                                           | studiul limbii ebraice | |
| 1989 | Haim Harari⁠(d)                                                                             | Științe exacte | |
| 1989 | Yakir Aharonov                                                                             | Științe exacte | |
| 1989 | Elihu Katz⁠(d)                                                                              | Științe sociale | Soția sa, Ruth Katz, a primit Premiul Israel pentru muzicologie în 2012. |
| 1989 | Wingate Institute⁠(d)                                                                       | Sport | Organizație. Unul dintre primii doi laureați ai premiului pentru sport. |
| 1989 | Ian Froman⁠(d)                                                                              | Sport | Unul dintre primii doi laureați ai premiului pentru sport. |
| 1989 | Ya'akov Hazan⁠(d)                                                                           | Contribuție specială adusă societății și statului                                                                                     | |
| 1989 | Bethsabee de Rothschild⁠(d)                                                                 | Contribuție specială adusă societății și statului                                                                                     | |
| 1989 | Israel Exploration Society⁠(d)                                                              | Contribuție specială adusă societății și statului                                                                                     | Organizație |
| 1990 | Meir Weiss                                                                                 | Studii evreiești | |
| 1990 | Nathan Spiegel                                                                             | Științe umaniste | |
| 1990 | Zvi Yavetz                                                                                 | Științe umaniste | |
| 1990 | Moshe Altbauer                                                                             | Științe umaniste | |
| 1990 | Moshe Prywes⁠(d)                                                                            | Științele vieții | |
| 1990 | Meir Wilchek⁠(d)                                                                            | Științele vieții | |
| 1990 | Alexander Levitzki⁠(d)                                                                      | Științele vieții | Relație de familie: fiul laureatului Jacob Levitski⁠(d) (1953, Științe exacte). |
| 1990 | Yehezkel Streichman⁠(d)                                                                     | Pictură | |
| 1990 | Amin Tarif⁠(d)                                                                              | Contribuție specială adusă societății și statului                                                                                     | |
| 1990 | Raanan Weitz                                                                               | Contribuție specială adusă societății și statului                                                                                     | |
| 1990 | Israel Polack⁠(d)                                                                           | Contribuție specială adusă societății și statului                                                                                     | |
| 1991 | Haim Beinart⁠(d)                                                                            | Studii evreiești | |
| 1991 | Naomi Feinbrun-Dothan                                                                      | Studierea Țării Israel | |
| 1991 | Moshe Landau⁠(d)                                                                            | Drept | |
| 1991 | Daniel Friedmann⁠(d)                                                                        | Drept | |
| 1991 | Elhanan Helpman⁠(d)                                                                         | Științe economice | |
| 1991 | Shmuel Agmon⁠(d)                                                                            | Științe exacte | |
| 1991 | Dov Frohman⁠(d)                                                                             | Științe exacte | |
| 1991 | Devorah Bertonov⁠(d)                                                                        | Artele spectacolului | Relație de familie: fiica laureatului Yehoshua Bertonov⁠(d) (1959, Teatru). |
| 1991 | Yossi Yadin                                                                                | Artele spectacolului | |
| 1991 | Miriam Ben-Porat⁠(d)                                                                        | Contribuție specială adusă societății și statului                                                                                     | |
| 1991 | Stef Wertheimer⁠(d)                                                                         | Contribuție specială adusă societății și statului                                                                                     | |
| 1991 | Yeshivat Hesder⁠(d)                                                                         | Contribuție specială adusă societății și statului                                                                                     | Organizație |
| 1991 | Zubin Mehta                                                                                | premiu special acordat unui non-israelian                                                                                             | Premiu special acordat ca recunoaștere a devotamentului dovedit de Mehta față de Israel și de Orchestra Filarmonică a Israelului⁠(d).                                                                                |
| 1992 | Shaul Yisraeli⁠(d)                                                                          | Studii evreiești | |
| 1992 | Yehuda Kiel⁠(d)                                                                             | Studii evreiești | |
| 1992 | Daniel Sperber⁠(d)                                                                          | Studii evreiești | |
| 1992 | Moshe Lissak                                                                               | Științe sociale | |
| 1992 | David Navon                                                                                | Științe sociale | |
| 1992 | Reuven Feuerstein                                                                          | Științe sociale | |
| 1992 | David Erlich                                                                               | Științe sociale | |
| 1992 | Yitzhak Wahl                                                                               | Științele vieții | |
| 1992 | Emile Habibi                                                                               | Literatura arabă | Primul laureat al premiului pentru literatura arabă. |
| 1992 | Avoth Yeshurun⁠(d)                                                                          | Poezie ebraică⁠(d) | |
| 1993 | Dan Miron⁠(d)                                                                               | Literatura ebraică | |
| 1993 | Gershon Shaked⁠(d)                                                                          | Literatura ebraică | |
| 1993 | Moshe Bar-Asher⁠(d)                                                                         | Limba ebraică și limbile evreiești⁠(d)                                                                                                 | |
| 1993 | Gideon Goldenberg                                                                          | Limba ebraică și lingvistică generală                                                                                                 | |
| 1993 | Yehoshua Arieli⁠(d)                                                                         | Istorie | |
| 1993 | Hava Lazarus-Yafeh⁠(d)                                                                      | Istorie | |
| 1993 | Michael Confino⁠(d)                                                                         | Istorie | |
| 1993 | Yehoshafat Harkabi                                                                         | Științe politice | Primul laureat al premiului pentru științe politice. |
| 1993 | Hillel Furstenberg                                                                         | Științe exacte | |
| 1993 | Shlomo Alexander                                                                           | Științe exacte | |
| 1993 | Jacob Ziv⁠(d)                                                                               | Științe exacte | |
| 1993 | Ram Loevy⁠(d)                                                                               | Comunicare, radio și televiziune | |
| 1993 | Yaacov Farkas (“Ze’ev”)⁠(d)                                                                 | Comunicare și jurnalism | |
| 1994 | Moshe Greenberg⁠(d)                                                                         | Studii biblice | Unul dintre primii doi laureați ai premiului pentru studii biblice. |
| 1994 | Moshe Weinfeld⁠(d)                                                                          | Studii biblice | Unul dintre primii doi laureați ai premiului pentru studii biblice. |
| 1994 | Haim Zalman Dimitrovsky                                                                    | Talmud | |
| 1994 | Eliezer Schweid⁠(d)                                                                         | Gândire evreiască⁠(d) | |
| 1994 | Shneur Zalman Feller                                                                       | Drept | |
| 1994 | Robert John (Israel) Aumann                                                                | Științe economice | |
| 1994 | Michael Bruno⁠(d)                                                                           | Științe economice | |
| 1994 | Avram Hershko                                                                              | Biochimie | Unul dintre primii doi laureați ai premiului pentru biochimie. |
| 1994 | Nathan Sharon⁠(d)                                                                           | Biochimie | Relație de familie: fratele laureatului Shmuel Shtrikman⁠(d) (2001, Fizică). Unul dintre primii doi laureați ai premiului pentru biochimie.                                                                          |
| 1994 | Eliahu Swirski                                                                             | Agricultură | |
| 1994 | Hanoch Avenary                                                                             | Muzică | |
| 1994 | Yaakov Orland                                                                              | Cântec ebraic | |
| 1994 | Arie Shapira⁠(d)                                                                            | Compoziție | |
| 1994 | Yad Sarah⁠(d)                                                                               | Contribuție specială adusă societății și statului                                                                                     | Organizație |
| 1994 | Neot Kedumim⁠(d)                                                                            | Contribuție specială adusă societății și statului                                                                                     | Organizație. Premiu împărțit cu Noga HaReuveni. |
| 1994 | Noga HaReuveni                                                                             | Contribuție specială adusă societății și statului                                                                                     | Premiu împărțit cu conducerea organizației Neot Kedumim⁠(d). |
| 1995 | Claire Epstein⁠(d)                                                                          | Arheologie | Primul laureat al premiului pentru arheologie. |
| 1995 | Dov Nir                                                                                    | Geografie | |
| 1995 | Amos Funkenstein                                                                           | Istoria evreilor | |
| 1995 | Yehuda Amir                                                                                | Psihologie | Primul laureat al premiului pentru psihologie. |
| 1995 | Rina Shapira                                                                               | Educație | |
| 1995 | Israel Dostrovsky⁠(d)                                                                       | Științe exacte | |
| 1995 | Michael O. Rabin                                                                           | Informatică | Primul laureat al premiului pentru informatică. |
| 1995 | Nathan Zach                                                                                | Poezie ebraică⁠(d) | |
| 1995 | A. B. Yehoshua (Avraham B. Yehoshua)                                                       | Literatura ebraică | |
| 1995 | Lea Nikel⁠(d)                                                                               | Pictură | |
| 1995 | Menashe Kadishman⁠(d)                                                                       | Sculptură | |
| 1995 | David Resnick⁠(d)                                                                           | Arhitectură | |
| 1995 | Yitzhak Ben-Aharon                                                                         | Contribuție specială adusă societății și statului                                                                                     | |
| 1995 | Ada Sereni                                                                                 | Contribuție specială adusă societății și statului                                                                                     | |
| 1996 | Yehuda Ratzaby                                                                             | Limbi evreiești⁠(d) | |
| 1996 | Chone Shmeruk                                                                              | Limbi evreiești⁠(d) | |
| 1996 | Shimon Sandbank                                                                            | Traducerea literaturii și poeziilor în ebraică                                                                                        | Primul laureat al premiului pentru traducere. |
| 1996 | Shlomo Avineri                                                                             | Științe politice | |
| 1996 | Moshe Barash⁠(d)                                                                            | Istoria artei | Primul laureat al premiului pentru istoria artei. |
| 1996 | Moshe Piamenta                                                                             | Studii asupra Orientului Mijlociu⁠(d)                                                                                                  | |
| 1996 | Meir Sternberg⁠(d)                                                                          | Literatură generală | |
| 1996 | Ilan Chet⁠(d)                                                                               | Agricultură | |
| 1996 | Yehezkel Stein                                                                             | Medicină | |
| 1996 | Nisim Aloni                                                                                | Artele spectacolului – teatrologie | |
| 1996 | Moshe Efrati⁠(d)                                                                            | Artele spectacolului – dans | |
| 1996 | Arie Navon                                                                                 | Artele spectacolului – scenografie teatrală                                                                                           | |
| 1996 | Marcel-Jacques Dubois⁠(d)                                                                   | Contribuție specială adusă societății și statului                                                                                     | |
| 1996 | Meir Shamgar⁠(d)                                                                            | Contribuție specială adusă societății și statului                                                                                     | |
| 1997 | Yaakov Sussmann                                                                            | Studii talmudice | |
| 1997 | Joseph Dan⁠(d)                                                                              | Gândire evreiască⁠(d) | |
| 1997 | Shemaryahu Talmon⁠(d)                                                                       | Studii biblice | |
| 1997 | Yehoshua Bacharach                                                                         | Literatură rabinică | |
| 1997 | Hayim David HaLevi⁠(d)                                                                      | Literatură rabinică | |
| 1997 | Izhak Englard                                                                              | Drept | |
| 1997 | Yitzhak Zamir⁠(d)                                                                           | Drept | |
| 1997 | Ben-Zion Orgad⁠(d)                                                                          | Muzică | |
| 1997 | Abel Ehrlich⁠(d)                                                                            | Muzică | |
| 1997 | Andre Hajdu⁠(d)                                                                             | Muzică | |
| 1997 | Haim Yavin⁠(d)                                                                              | Comunicare | Unul dintre primii doi laureați ai premiului pentru comunicare. |
| 1997 | David Rubinger⁠(d)                                                                          | Comunicare | Unul dintre primii doi laureați ai premiului pentru comunicare. |
| 1997 | Uzia Galil                                                                                 | Contribuție specială adusă societății și statului                                                                                     | |
| 1997 | Israel Tal                                                                                 | Contribuție specială adusă societății și statului                                                                                     | |
| 1997 | Avraham Elimelech Firer⁠(d)                                                                 | Contribuție specială adusă societății și statului                                                                                     | |
| 1998 | Yehuda Bauer⁠(d)                                                                            | Istoria poporului evreu | |
| 1998 | Moshe Gil⁠(d)                                                                               | Studierea Țării Israel | |
| 1998 | Trude Dothan⁠(d)                                                                            | Arheologie | |
| 1998 | Yona Rosenfeld                                                                             | Social work | |
| 1998 | Arye Levy                                                                                  | Educație | |
| 1998 | Emanuel Marx⁠(d)                                                                            | Sociologie | |
| 1998 | Yehudit Birk                                                                               | Agricultură | |
| 1998 | Rami Rahamimoff                                                                            | Științe medicale | |
| 1998 | Saharon Shelah                                                                             | Matematică | |
| 1998 | Dan Shechtman                                                                              | Fizică | |
| 1998 | Dahlia Ravikovitch                                                                         | Poetică originală | |
| 1998 | Amos Oz                                                                                    | Literatură | |
| 1998 | Dan Tsur                                                                                   | Arhitectură | Premiu împărțit cu Lipa Yahalom. |
| 1998 | Lipa Yahalom                                                                               | Arhitectură | Premiu împărțit cu Dan Tsur. |
| 1998 | Dan Reisinger⁠(d)                                                                           | Design | |
| 1998 | Hassia Levy-Agron⁠(d)                                                                       | Artele spectacolului | |
| 1998 | Yehudit Arnon⁠(d)                                                                           | Artele spectacolului | |
| 1998 | Yossi Banai⁠(d)                                                                             | Artele spectacolului | |
| 1998 | Yafa Yarkoni⁠(d)                                                                            | Cântec ebraic | |
| 1998 | Ehud Manor⁠(d)                                                                              | Cântec ebraic | |
| 1998 | Sara Stern-Katan⁠(d)                                                                        | Contribuție specială adusă societății și statului                                                                                     | |
| 1998 | Shlomo Hillel                                                                              | Contribuție specială adusă societății și statului                                                                                     | |
| 1998 | Haim Yisraeli⁠(d)                                                                           | Contribuție specială adusă societății și statului                                                                                     | |
| 1999 | Moshe Idel                                                                                 | Gândire evreiască⁠(d) | |
| 1999 | Aaron Mirski                                                                               | Literatura ebraică | |
| 1999 | Menahem Zevi Kaddari                                                                       | Limba ebraică | |
| 1999 | Menachem Banitt⁠(d)                                                                         | Limbi evreiești⁠(d) | |
| 1999 | Mordechai Breuer⁠(d)                                                                        | Literatură rabinică originală | |
| 1999 | Avraham Steinberg⁠(d)                                                                       | Literatură rabinică originală | |
| 1999 | Myriam Yardeni                                                                             | Istorie generală | |
| 1999 | Shmuel Moreh⁠(d)                                                                            | Studii asupra Orientului Mijlociu⁠(d)                                                                                                  | |
| 1999 | Bezalel Narkiss⁠(d)                                                                         | Istoria artei | |
| 1999 | Yehoshua Ben-Arieh                                                                         | Geografie | |
| 1999 | Arie Shachar                                                                               | Geografie | |
| 1999 | Michel Revel                                                                               | Medicină | |
| 1999 | Yigal Cohen                                                                                | Agricultură | |
| 1999 | Haim (Howard) Cedar⁠(d)                                                                     | Biologie | Primul laureat al premiului pentru biologie. |
| 1999 | Menahem Golan                                                                              | Cinematografie | Unul dintre primii doi laureați ai premiului pentru cinematografie. |
| 1999 | David Perlov⁠(d)                                                                            | Cinematografie | Unul dintre primii doi laureați ai premiului pentru cinematografie. |
| 1999 | Yehoshua Rozin⁠(d)                                                                          | Sport | |
| 1999 | Esther Roth-Shahamorov⁠(d)                                                                  | Sport | |
| 1999 | Rebecca Bergman                                                                            | Contribuție specială adusă societății și statului                                                                                     | |
| 1999 | Jeshajahu Weinberg                                                                         | Contribuție specială adusă societății și statului                                                                                     | |
| 1999 | Bracha Qafih (Kapach)⁠(d)                                                                   | Contribuție specială adusă societății și statului                                                                                     | Relație de familie: soția laureatului Yosef Qafih⁠(d) (1969, Studii evreiești). Primii soți care au primit amândoi Premiul Israel.                                                                                   |
| 2000 | Menahem Haran                                                                              | Studii biblice | |
| 2000 | Avraham Goldberg⁠(d)                                                                        | Studii talmudice | |
| 2000 | Yonah Frenkel⁠(d)                                                                           | Studii talmudice | |
| 2000 | Hillel M. Daleski                                                                          | Studiul literaturii | |
| 2000 | Harel Fisch⁠(d)                                                                             | Studiul literaturii | |
| 2000 | Gad Ben Ami Tsarfati                                                                       | Lingvistică | |
| 2000 | Shaul Shaked                                                                               | Lingvistică | |
| 2000 | Yirmiyahu Yovel⁠(d)                                                                         | Filosofie | |
| 2000 | Asa Kasher⁠(d)                                                                              | Filosofie | |
| 2000 | Raphael Mechoulam⁠(d)                                                                       | Chimie | |
| 2000 | Yosef Zinger                                                                               | Inginerie și tehnologie | |
| 2000 | Amir Pnueli                                                                                | Informatică | |
| 2000 | Amalia Kahana-Carmon                                                                       | Literatura ebraică originală | |
| 2000 | Meir Wieseltier⁠(d)                                                                         | Literatură și poezie | |
| 2000 | Moshe Kupferman⁠(d)                                                                         | Pictură | |
| 2000 | Michael Gross⁠(d)                                                                           | Pictură și sculptură | |
| 2000 | Micha Bar-Am⁠(d)                                                                            | Fotografie | |
| 2000 | Shulamit Aloni                                                                             | Realizări în întreaga carieră & contribuție specială adusă societății și statului                                                     | |
| 2000 | Aryeh Karol                                                                                | Realizări în întreaga carieră & contribuție specială adusă societății și statului                                                     | |
| 2000 | Hagashash Hachiver⁠(d)                                                                      | Realizări în întreaga carieră & contribuție specială adusă societății și statului                                                     | Membrii organizației au fost Gavriel (Gavri) Banai, Yeshayahu (Shaike) Levi⁠(d) și Yisrael (Poli) Poliakov⁠(d). |
| 2000 | Gavriel (Gavri) Banai                                                                      | Realizări în întreaga carieră & contribuție specială adusă societății și statului                                                     | Laureat în calitate de membru al organizației Hagashash Hachiver⁠(d). |
| 2000 | Yeshayahu (Shaike) Levi⁠(d)                                                                 | Realizări în întreaga carieră & contribuție specială adusă societății și statului                                                     | Laureat în calitate de membru al organizației Hagashash Hachiver⁠(d). |
| 2000 | Yisrael (Poli) Poliakov⁠(d)                                                                 | Realizări în întreaga carieră & contribuție specială adusă societății și statului                                                     | Laureat în calitate de membru al organizației Hagashash Hachiver⁠(d). |
| 2001 | Aviezer Ravitzky                                                                           | Gândire evreiască⁠(d) | |
| 2001 | Gavriel Salomon⁠(d)                                                                         | Educație | |
| 2001 | Ya'akov Rand                                                                               | Educație | |
| 2001 | Ruth Ben Yisrael                                                                           | Drept | |
| 2001 | Yehoshua Weissman                                                                          | Drept | |
| 2001 | Marcel Elyakim                                                                             | Medicină | |
| 2001 | Ruth Arnon⁠(d)                                                                              | Medicină | |
| 2001 | Beracha Ramon                                                                              | Medicină | |
| 2001 | Yoseph Imry⁠(d)                                                                             | Fizică | |
| 2001 | Shmuel Shtrikman⁠(d)                                                                        | Fizică | Relație de familie: fratele laureatului Nathan Sharon⁠(d) (1994, Biochimie). |
| 2001 | Zvi Avni⁠(d)                                                                                | Muzică | |
| 2001 | Yehezkel Braun⁠(d)                                                                          | Muzică | |
| 2001 | Herzl Shmueli                                                                              | Muzică | |
| 2001 | Baruch Hagai⁠(d)                                                                            | Sport | |
| 2001 | Abba Eban                                                                                  | Realizări în întreaga carieră & contribuție specială adusă societății și statului                                                     | |
| 2001 | Mordechai Ben Porat⁠(d)                                                                     | Realizări în întreaga carieră & contribuție specială adusă societății și statului                                                     | |
| 2001 | Yitzhak Shamir                                                                             | Realizări în întreaga carieră & contribuție specială adusă societății și statului                                                     | |
| 2002 | Asher Koriat                                                                               | Psihologie | |
| 2002 | Moshe Brawer⁠(d)                                                                            | Geografie | |
| 2002 | Menashe Harel                                                                              | Cunoașterea Țării Israel | |
| 2002 | Shmuel Safrai⁠(d)                                                                           | Cunoașterea Țării Israel | |
| 2002 | Avraham Biran⁠(d)                                                                           | Arheologie | |
| 2002 | Jacob A. Frenkel⁠(d)                                                                        | Științe economice | |
| 2002 | Ariel Rubinstein⁠(d)                                                                        | Științe economice | |
| 2002 | Abraham Haim Halevy                                                                        | Agricultură | Relație de familie: nepotul laureatului Yosef Zvi HaLevy⁠(d) (1958, Literatură rabinică). |
| 2002 | Itamar Willner⁠(d)                                                                          | Chimie | |
| 2002 | Ada Yonath                                                                                 | Chimie | |
| 2002 | Ram Karmi⁠(d)                                                                               | Arhitectură | Relații de familie: fiul laureatului Dov Karmi⁠(d) (1957, Arhitectură) și fratele laureatei Ada Karmi-Melamede⁠(d) (2007, Arhitectură).                                                                               |
| 2002 | David Tartakover⁠(d)                                                                        | Design | |
| 2002 | Dov Yudovsky                                                                               | Media | |
| 2002 | Nahum Rakover⁠(d)                                                                           | Gândire evreiască⁠(d) | |
| 2002 | Eli Hurvitz⁠(d)                                                                             | Realizări în întreaga carieră & contribuție specială adusă societății și statului                                                     | |
| 2002 | Ephraim Kishon                                                                             | Realizări în întreaga carieră & contribuție specială adusă societății și statului                                                     | |
| 2002 | Jewish National Fund                                                                       | Realizări în întreaga carieră & contribuție specială adusă societății și statului                                                     | Organizație |
| 2003 | Israel Ta-Shma                                                                             | Studii talmudice | |
| 2003 | Avraham Grossman⁠(d)                                                                        | Istoria evreilor | |
| 2003 | Shulamit Shahar⁠(d)                                                                         | Istorie generală | |
| 2003 | Bilha Manheim                                                                              | Sociologie | |
| 2003 | Charles S. (Yehoshayahu) Liebman⁠(d)                                                        | Studii guvernamentale | |
| 2003 | Menahem Amir                                                                               | Criminologie | Unul dintre primii doi laureați ai premiului pentru criminologie. |
| 2003 | Shlomo Giora Shoham⁠(d)                                                                     | Criminologie | Unul dintre primii doi laureați ai premiului pentru criminologie. |
| 2003 | Aaron Ciechanover                                                                          | Biologie | |
| 2003 | Avinoam Libai                                                                              | Inginerie | |
| 2003 | Zvi Ben-Avraham⁠(d)                                                                         | Științele Pământului | |
| 2003 | Yosef Bar Yosef                                                                            | Teatru | |
| 2003 | Zaharira Harifai⁠(d)                                                                        | Teatru | |
| 2003 | Yehudit Hendel⁠(d)                                                                          | Literatură | |
| 2003 | Aharon Megged⁠(d)                                                                           | Literatură | |
| 2003 | Aharon Amir⁠(d)                                                                             | Traducere | |
| 2003 | Geula Cohen⁠(d)                                                                             | Realizări în întreaga carieră & contribuție specială adusă societății și statului                                                     | |
| 2003 | Meir Amit                                                                                  | Realizări în întreaga carieră & contribuție specială adusă societății și statului                                                     | |
| 2003 | Yad Vashem, Autoritatea Statului Israel pentru Memoria Martirilor și Eroilor Holocaustului | Realizări în întreaga carieră & contribuție specială adusă societății și statului                                                     | Organizație. A mai fost distinsă cu Premiul Israel în 1973, pentru proiectul Enciclopedia Comunităților Evreiești (Pinkas HaKehillot).                                                                              |
| 2004 | Sarah Yefet⁠(d)                                                                             | Studii biblice | |
| 2004 | Menahem Brinker                                                                            | Literatură | |
| 2004 | Dov Noy                                                                                    | Literatură | |
| 2004 | Avraham Doron                                                                              | Asistență socială | |
| 2004 | Ziva Amishai-Maisels                                                                       | Istoria artei | |
| 2004 | Aharon Razin⁠(d)                                                                            | Biochimie | |
| 2004 | Joseph Bernstein⁠(d)                                                                        | Matematică | |
| 2004 | David Harel⁠(d)                                                                             | Informatică | |
| 2004 | Ester Samuel-Cahn⁠(d)                                                                       | Statistică | |
| 2004 | Yigal Tumarkin⁠(d)                                                                          | Sculptură | |
| 2004 | Gila Almagor-Agmon                                                                         | Cinematografie | |
| 2004 | Gil Aldema⁠(d)                                                                              | Cântec ebraic | |
| 2004 | Yehoram Gaon⁠(d)                                                                            | Cântec ebraic | |
| 2004 | Yitzchak Dovid Grossman⁠(d)                                                                 | Realizări în întreaga carieră & contribuție specială adusă societății și statului                                                     | |
| 2004 | Lia van Leer                                                                               | Realizări în întreaga carieră & contribuție specială adusă societății și statului                                                     | |
| 2004 | Moshe Schnitzer⁠(d)                                                                         | Realizări în întreaga carieră & contribuție specială adusă societății și statului                                                     | |
| 2005 | Ben-Ami Sharpstein                                                                         | Filosofie | |
| 2005 | Miriam Erez                                                                                | Management | |
| 2005 | Yehezkel Dror⁠(d)                                                                           | Management | |
| 2005 | Aharon Dotan                                                                               | Limba ebraică și lingvistică | |
| 2005 | Olga Kapeliuk⁠(d)                                                                           | Lingvistică | |
| 2005 | Ya'akov Landau                                                                             | Studii asupra Orientului Mijlociu⁠(d)                                                                                                  | |
| 2005 | Sasson Somekh⁠(d)                                                                           | Studii asupra Orientului Mijlociu⁠(d)                                                                                                  | |
| 2005 | Rena Zeitzov                                                                               | Medicină | |
| 2005 | Shaul Feldman                                                                              | Medicină | |
| 2005 | Jacob Bekenstein                                                                           | Fizică | |
| 2005 | Alex Livak⁠(d)                                                                              | Fotografie | |
| 2005 | Ohad Naharin⁠(d)                                                                            | Dans | |
| 2005 | Yitzhak Orpaz-Auerbach                                                                     | Literatură | |
| 2005 | Israel Pinkas                                                                              | Poezie | |
| 2005 | Shabtai Teveth⁠(d)                                                                          | Realizări în întreaga carieră & contribuție specială adusă societății și statului                                                     | |
| 2005 | Yisrael Meir Lau⁠(d)                                                                        | Realizări în întreaga carieră & contribuție specială adusă societății și statului                                                     | |
| 2005 | Cameri Theatre⁠(d)                                                                          | Realizări în întreaga carieră & contribuție specială adusă societății și statului                                                     | Organizație |
| 2006 | Gerald Blidstein⁠(d)                                                                        | Filosofie evreiască | |
| 2006 | Haim Adler                                                                                 | Educație | |
| 2006 | Miriam Ben-Peretz⁠(d)                                                                       | Educație | |
| 2006 | Ruth Lapidot                                                                               | Drept | |
| 2006 | Amnon Rubinstein⁠(d)                                                                        | Drept | |
| 2006 | Nahum Keidar                                                                               | Agricultură | |
| 2006 | Zvi Rappoport                                                                              | Chimie | |
| 2006 | Pnina Salzman⁠(d)                                                                           | Muzică | |
| 2006 | Mendi Rodan⁠(d)                                                                             | Muzică | |
| 2006 | Ya'akov Hodorov⁠(d)                                                                         | Sport | |
| 2006 | Ralph Klein⁠(d)                                                                             | Sport | |
| 2006 | Dvora Omer⁠(d)                                                                              | Realizări în întreaga carieră & contribuție specială adusă societății și statului                                                     | |
| 2006 | Al Schwimmer⁠(d)                                                                            | Realizări în întreaga carieră & contribuție specială adusă societății și statului                                                     | |
| 2006 | Israeli Andalusian Orchestra⁠(d)                                                            | Realizări în întreaga carieră & contribuție specială adusă societății și statului                                                     | Organizație |
| 2007 | Elisha Efrat                                                                               | Geografie | |
| 2007 | Amnon Cohen                                                                                | Cunoașterea Țării Israel | |
| 2007 | Shalom H. Schwartz⁠(d)                                                                      | Psihologie | |
| 2007 | Nissan Liviatan                                                                            | Științe economice | |
| 2007 | Zvi Selinger                                                                               | Biologie | |
| 2007 | Zvi Hashin⁠(d)                                                                              | Inginerie | |
| 2007 | Yaacov Yaar⁠(d)                                                                             | Arhitectură | |
| 2007 | Ada Karmi-Melamede⁠(d)                                                                      | Arhitectură | Relații de familie: fiica laureatului Dov Karmi⁠(d) (1957, Arhitectură) și sora laureatului Ram Karmi⁠(d) (2002, Arhitectură).                                                                                        |
| 2007 | Yarom Vardimon⁠(d)                                                                          | Design | |
| 2007 | Nahum Barnea⁠(d)                                                                            | Comunicare | |
| 2007 | The Responsa Project (Project Hashut)⁠(d)                                                   | Literatură rabinică | Organizație |
| 2007 | American Jewish Joint Distribution Committee⁠(d)                                            | Realizări în întreaga activitate & contribuție specială adusă societății și statului                                                  | Organizație |
| 2007 | The Gevatron⁠(d)                                                                            | Realizări în întreaga activitate & contribuție specială adusă societății și statului                                                  | Trupă muzicală folk |
| 2007 | Dov Lautman                                                                                | Realizări în întreaga activitate & contribuție specială adusă societății și statului                                                  | |
| 2007 | Alice Shalvi⁠(d)                                                                            | Realizări în întreaga activitate & contribuție specială adusă societății și statului                                                  | |
| 2008 | David Weiss Halivni                                                                        | Studii talmudice | |
| 2008 | Anita Shapira⁠(d)                                                                           | Istorie | |
| 2008 | Benjamin Isaac⁠(d)                                                                          | Istorie | |
| 2008 | Sammy Smooha⁠(d)                                                                            | Sociologie | |
| 2008 | Zeev Sternhell                                                                             | Științe politice | |
| 2008 | Moshe Oren                                                                                 | Biochimie | |
| 2008 | Noga Alon⁠(d)                                                                               | Matematică | |
| 2008 | Adi Shamir                                                                                 | Informatică | |
| 2008 | Pinchas Cohen Gan⁠(d)                                                                       | Pictură | |
| 2008 | Rene Yerushalmi                                                                            | Teatru | |
| 2008 | Nissan Nativ⁠(d)                                                                            | Teatru | A murit înaintea primirii premiului. |
| 2008 | Ida Fink⁠(d)                                                                                | Literatură | |
| 2008 | Tuvya Ruebner                                                                              | Poezie ebraică⁠(d) | |
| 2008 | Nili Mirsky                                                                                | Traducere în limba ebraică | |
| 2008 | Agenția Evreiască                                                                          | Realizări în întreaga activitate & contribuție specială adusă societății și statului                                                  | Organizație |
| 2008 | Manufacturers Association of Israel⁠(d)                                                     | Realizări în întreaga activitate & contribuție specială adusă societății și statului                                                  | Organizație |
| 2008 | Youth Movements Council                                                                    | Realizări în întreaga activitate & contribuție specială adusă societății și statului                                                  | Organizație |
| 2008 | Ezer Mizion⁠(d)                                                                             | Realizări în întreaga activitate & contribuție specială adusă societății și statului                                                  | Organizație |
| 2008 | Perach                                                                                     | Realizări în întreaga activitate & contribuție specială adusă societății și statului                                                  | Organizație |
| 2008 | Women's International Zionist Organization (WIZO)⁠(d)                                       | Realizări în întreaga activitate & contribuție specială adusă societății și statului                                                  | Organizație. Premiu împărțit cu trei organizații ale femeilor israeliene: WIZO⁠(d), Na'amat⁠(d) și Emunah. |
| 2008 | Na'amat⁠(d)                                                                                 | Realizări în întreaga activitate & contribuție specială adusă societății și statului                                                  | Organizație. Premiu împărțit cu trei organizații ale femeilor israeliene: WIZO⁠(d), Na'amat⁠(d) și Emunah. |
| 2008 | Emunah (National Religious Women's Movement)                                               | Realizări în întreaga activitate & contribuție specială adusă societății și statului                                                  | Organizație. Premiu împărțit cu trei organizații ale femeilor israeliene: WIZO⁠(d), Na'amat⁠(d) și Emunah. |
| 2009 | Emanuel Tov⁠(d)                                                                             | Studii biblice | |
| 2009 | Israel Levin                                                                               | Literatură | |
| 2009 | Reuven Tsur⁠(d)                                                                             | Literatură | |
| 2009 | Zahava Solomon                                                                             | Asistență socială | |
| 2009 | Mordechai Rotenberg                                                                        | Asistență socială | |
| 2009 | Amihai Mazar⁠(d)                                                                            | Arheologie | |
| 2009 | Zvi Laron                                                                                  | Medicină | |
| 2009 | Itamar Procaccia⁠(d)                                                                        | Fizică | |
| 2009 | Micha Ullman⁠(d)                                                                            | Sculptură | |
| 2009 | Yehuda (Judd) Neeman                                                                       | Cinematografie | |
| 2009 | Nachum (Nahtche) Heiman                                                                    | Cântec ebraic | |
| 2009 | Dov Seltzer                                                                                | Cântec ebraic | |
| 2009 | Israel Democracy Institute⁠(d)                                                              | Realizări în întreaga activitate & contribuție specială adusă societății și statului                                                  | Organizație |
| 2009 | Ruth Rasnic⁠(d)                                                                             | Realizări în întreaga activitate & contribuție specială adusă societății și statului                                                  | |
| 2009 | Mordechai Shani⁠(d)                                                                         | Realizări în întreaga activitate & contribuție specială adusă societății și statului                                                  | |
| 2010 | Avishai Margalit⁠(d)                                                                        | Filosofie | |
| 2010 | Hanoch Bartov⁠(d)                                                                           | Literatură | |
| 2010 | Aryeh Sivan                                                                                | Poezie | |
| 2010 | Abraham Tal                                                                                | Lingvistică ebraică | |
| 2010 | Arye Levin                                                                                 | Lingvistică generală | |
| 2010 | Moshe Adad                                                                                 | Criminologie | |
| 2010 | Yair Aharoni                                                                               | Științe administrative | |
| 2010 | Abraham Nitzan⁠(d)                                                                          | Chimie | |
| 2010 | Yehoshua Kolodny                                                                           | Științele Pământului | |
| 2010 | Jonathan Gressel⁠(d)                                                                        | Agricultură | |
| 2010 | Peter Mirom                                                                                | Fotografie | |
| 2010 | Suzanne Dellal Center for Dance and Theater⁠(d)                                             | Dans | Organizație |
| 2010 | Aharon Yadlin                                                                              | Realizări în întreaga carieră & contribuție specială adusă societății și statului                                                     | |
| 2010 | Yardena Cohen                                                                              | Realizări în întreaga carieră & contribuție specială adusă societății și statului                                                     | |
| 2010 | Kamal Mansour                                                                              | Realizări în întreaga carieră & contribuție specială adusă societății și statului                                                     | |
| 2010 | ILAN - Israel Foundation for Handicapped Children                                          | Realizări în întreaga carieră & contribuție specială adusă societății și statului                                                     | Organizație |
| 2011 | Michael Schwarz                                                                            | Gândire evreiască⁠(d) | |
| 2011 | Yosef Shiloh                                                                               | Științele vieții | |
| 2011 | Ruth Gavison⁠(d)                                                                            | Cercetare juridică | |
| 2011 | Pnina Klein                                                                                | Educație | |
| 2011 | David Harari                                                                               | Inginerie | |
| 2011 | Ya'acov Dorchin⁠(d)                                                                         | Arte vizuale | |
| 2011 | Noam Sheriff                                                                               | Muzicologie | Membrii comisiei de selecție – Betty Olivero care a fost selectată de N. Sheriff pentru Premiul E.M.E.T. în 2015 |
| 2011 | Shimon Mizrahi⁠(d)                                                                          | Sport | |
| 2011 | Hulda Gurevitch                                                                            | Realizări în întreaga carieră & contribuție specială adusă societății și statului                                                     | |
| 2011 | Eli Alaluf⁠(d)                                                                              | Realizări în întreaga carieră & contribuție specială adusă societății și statului                                                     | |
| 2012 | David Kazhdan⁠(d)                                                                           | Matematică și informatică | |
| 2012 | Shlomo Bentin⁠(d)                                                                           | Psihologie | |
| 2012 | David Milstein⁠(d)                                                                          | Chimie și fizică | |
| 2012 | Ruth Katz⁠(d)                                                                               | Realizări în întreaga carieră & contribuție specială adusă societății și statului                                                     | |
| 2012 | Dalia Cohen                                                                                | Realizări în întreaga carieră & contribuție specială adusă societății și statului                                                     | |
| 2012 | Azaria Alon⁠(d)                                                                             | Realizări în întreaga carieră & contribuție specială adusă societății și statului                                                     | |
| 2012 | Haim Drukman⁠(d)                                                                            | Educație | |
| 2012 | Yoav Benjamini⁠(d)                                                                          | Statistică | |
| 2012 | Nathan Shaham⁠(d)                                                                           | Literatură și poezie ebraică | |
| 2012 | Ya'akov Ahimeir⁠(d)                                                                         | Comunicare | |
| 2013 | Gideon Dagan                                                                               | Științele Pământului | |
| 2013 | Nathan Nelson⁠(d)                                                                           | Științele vieții | |
| 2013 | Yosef Kaplan                                                                               | Istoria poporului evreu | |
| 2013 | Chava Turniansky                                                                           | Limbă și literatură evreiască | |
| 2013 | Adam Mazor                                                                                 | Arhitectură | |
| 2013 | Yoram Bilu⁠(d)                                                                              | Sociologie și antropologie | |
| 2013 | Nola Chelton                                                                               | Artele spectacolului | |
| 2013 | Eliyahu Hacohen                                                                            | Realizări în întreaga carieră & contribuție specială adusă societății și statului                                                     | |
| 2013 | Ron Nachman⁠(d)                                                                             | Realizări în întreaga carieră & contribuție specială adusă societății și statului                                                     | |
| 2014 | Shamma Y. Friedman                                                                         | Talmud | |
| 2014 | Mordechai Segev                                                                            | Fizică și chimie | |
| 2014 | Yaacov Katan                                                                               | Patologia plantelor și entomologie | |
| 2014 | Irad Malkin                                                                                | Istorie | |
| 2014 | Aharon Lichtenstein⁠(d)                                                                     | Literatura evreiască | |
| 2014 | Marta Weinstock-Rosin                                                                      | Medicină | |
| 2014 | Michal Na'aman⁠(d)                                                                          | Arte vizuale | |
| 2014 | Haim Levy⁠(d)                                                                               | Management | |
| 2014 | Avinoam Naor                                                                               | Realizări în întreaga carieră & contribuție specială adusă societății și statului                                                     | |
| 2014 | Adina Bar-Shalom⁠(d)                                                                        | Realizări în întreaga carieră & contribuție specială adusă societății și statului                                                     | |
| 2015 | Chaim Topol                                                                                | Realizări în întreaga carieră & contribuție specială adusă societății și statului                                                     | |
| 2015 | Esther Herlitz⁠(d)                                                                          | Realizări în întreaga carieră & contribuție specială adusă societății și statului                                                     | |
| 2015 | David Gurfinkel⁠(d)                                                                         | Cinematografie | |
| 2015 | Erez Biton⁠(d)                                                                              | Literatură și poezie ebraică | |
| 2015 | Shimon Ullman⁠(d)                                                                           | Matematică și informatică | |
| 2015 | David Weisburd⁠(d)                                                                          | Asistență socială și criminologie | |
| 2015 | Harold Zvi Schiffrin⁠(d)                                                                    | Studii asupra Asiei de Est⁠(d) | |
| 2015 | Shmuel Ahituv                                                                              | Studii biblice | |
| 2015 | Zelig Eshhar⁠(d)                                                                            | Științele vieții | |
| 2016 | Meir Lahav⁠(d)                                                                              | Chimie & fizică | |
| 2016 | Leslie Leiserowitz⁠(d)                                                                      | Chimie & fizică | |
| 2016 | Edit Doron⁠(d)                                                                              | Lingvistică | |
| 2016 | Nurit Hirsh                                                                                | Cântec ebraic | |
| 2016 | Eli Sadan⁠(d)                                                                               | Realizări în întreaga carieră & contribuție specială adusă societății și statului                                                     | |
| 2016 | Doron Almog⁠(d)                                                                             | Realizări în întreaga carieră & contribuție specială adusă societății și statului                                                     | |
| 2016 | Yohanan Friedmann⁠(d)                                                                       | Studii asupra Orientului Apropiat | |
| 2016 | Eviatar Nevo⁠(d)                                                                            | Științele vieții | |
| 2016 | David Shulman⁠(d)                                                                           | Filosofie și studii religioase | |
| 2016 | Hadas Efrat                                                                                | Artele spectacolului | |
| 2016 | Yossi Katz⁠(d)                                                                              | Geografie, arheologie și studierea Țării Israel                                                                                       | |
| 2017 | Ágnes Keleti                                                                               | Sport | |
| 2017 | Tzvika Levy                                                                                | Realizări în întreaga carieră & contribuție specială adusă societății și statului                                                     | |
| 2017 | David Beeri                                                                                | Realizări în întreaga carieră & contribuție specială adusă societății și statului                                                     | |
| 2017 | Yosef Yarden                                                                               | Științele vieții | |
| 2017 | Arie Vardi⁠(d)                                                                              | Muzică | |
| 2017 | Malka Margalit                                                                             | Educație | |
| 2017 | Yehuda Liebes⁠(d)                                                                           | Gândire evreiască | |
| 2017 | Uri Shaked⁠(d)                                                                              | Inginerie | |
| 2018 | David Grossman                                                                             | Literatură | |
| 2018 | Shlomo Havlin⁠(d)                                                                           | Fizică | |
| 2018 | Sergiu Hart⁠(d)                                                                             | Științe economice | |
| 2018 | Alexander Lubotzky⁠(d)                                                                      | Matematică și informatică | |
| 2018 | Miriam Peretz⁠(d)                                                                           | Realizări în întreaga carieră & contribuție specială adusă societății și statului                                                     | |
| 2019 | Amnon Ben-Tor                                                                              | Arheologie | |
| 2019 | Naomi Polani⁠(d)                                                                            | Teatru și dans | |
| 2019 | Dan Yakir                                                                                  | Științe ale mediului, geologie și științe atmosferice                                                                                 | |
| 2020 | Joseph Klafter⁠(d)                                                                          | Chimie și fizică | |
| 2020 | Avishay Braverman⁠(d)                                                                       | Realizări în întreaga carieră | |
| 2021 | Nitza Ben-Dov⁠(d)                                                                           | Literatura ebraică | |
| 2021 | Michal Bat-Adam⁠(d)                                                                         | Arta cinematografică | |
| 2021 | Oded Goldreich⁠(d)                                                                          | Matematică & informatică | |
| 2021 | Eli Keshet⁠(d)                                                                              | Științele vieții | |
| 2021 | Ben-Ami Shillony⁠(d)                                                                        | Studii asupra Orientului Îndepărtat                                                                                                   | |
| 2021 | Nurit Zarchi⁠(d)                                                                            | Literatură | |
| 2021 | Joseph Ciechanover⁠(d)                                                                      | Contribuție specială adusă societății și statului                                                                                     | |
| 2022 | Moussa B.H. Youdim⁠(d)                                                                      | Științele vieții | |
| 2022 | Yemima Ben-Menahem⁠(d)                                                                      | Cercetare filosofică | |
| 2022 | Ruth Berman⁠(d)                                                                             | Cercetare lingvistică | |
| 2022 | Avihu Medina                                                                               | Muzica israeliană | |
| 2022 | Yoram Palti                                                                                | Antreprenoriat | |
| 2022 | Oded Kotler                                                                                | Teatru | |
| 2022 | Shimon Shamir                                                                              | Studii asupra Orientului Mijlociu | |
| 2022 | Izi Sheratzki                                                                              | Contribuție specială adusă societății și statului                                                                                     | |
| 2022 | Joshua Zak⁠(d)                                                                              | Fizică | |
| 2022 | Maryuma Klein                                                                              | Contribuție specială adusă societății și statului                                                                                     | |